# Osun-Osogbo
Osun-Osogbo, Bosc Sagrat d'Osogbo o Temple d'Osun és una arbreda sagrada que es troba a la vora del riu Osun a la ciutat d'Osogbo, Osun State, Nigèria. Està inscrit a la llista del Patrimoni de la Humanitat de la UNESCO des de l'any 2005.